# Edmundo Carvajal Airport
Edmundo Carvajal Airport är en flygplats i Ecuador.   Den ligger i provinsen Morona Santiago, i den centrala delen av landet, 230 km söder om huvudstaden Quito. Edmundo Carvajal Airport ligger 1 037 meter över havet.
Terrängen runt Edmundo Carvajal Airport är kuperad åt sydväst, men åt nordost är den platt. Runt Edmundo Carvajal Airport är det mycket glesbefolkat, med 2 invånare per kvadratkilometer. Närmaste större samhälle är Macas, 1,5 km sydost om Edmundo Carvajal Airport. I omgivningarna runt Edmundo Carvajal Airport växer i huvudsak städsegrön lövskog.